# Santiago Miahuatlán
Santiago Miahuatlán è una municipalità dello stato di Puebla, nel Messico centrale, il cui capoluogo è la località omonima.
Conta 21.993 abitanti (2010) e ha una estensione di 93,70 km². 	 	
Il nome della località è dedicato a San Giacomo, mentre il significato della seconda parte del nome della località in lingua nahuatl è luogo tra le spighe del mais.